# Herman van Voorst tot Voorst
Herman Franciscus Maria baron van Voorst tot Voorst ('s-Gravenhage, 2 augustus 1886 – aldaar, 9 juli 1971) werd in februari 1940 aangesteld als chef van de Generale Staf, onder de Opperbevelhebber der Land- en Zeemacht, generaal Winkelman.
Na de capitulatie werd hij, net zoals zijn broer, als krijgsgevangene naar Duitsland gebracht, omdat hij weigerde zijn woord van eer te geven dat hij zich niet tegen de Duitsers zou verzetten. Na de oorlog was hij van 1946 tot 1949 lid van de Eerste Kamer en van 1949 tot 1961 lid van de Raad van State. Van 1946 tot 1956 was hij hoofdcommissaris van de "Verkenners van de Katholieke Jeugdbeweging", de Nederlandse katholieke scoutingorganisatie voor jongens.
Hij was een zoon van Jan Joseph Godfried van Voorst tot Voorst sr. en een jongere broer van generaal Jan Joseph Godfried van Voorst tot Voorst jr.